# Kuprijanow-Blätter
Die Kuprijanow-Blätter oder Nowgoroder Blätter (russisch Куприяновские листки oder Новгородские листки) sind zwei Pergamentblätter in altkirchenslawischer Sprache in kyrillischer Schrift. Sie enthalten Textabschnitte aus dem Matthäus- und dem Johannes-Evangelium für die liturgische Lesung am Montag und Dienstag der Karwoche (Evangelistar).
Die Blätter sind 34 × 26–28 cm groß, die Initialen sind mit farbiger und goldener Tinte im byzantinischen Stil verziert. Text und Verzierungen haben  große Ähnlichkeit zum Ostromir-Evangeliar. Ihr Entstehungsort ist unklar. Entweder sie entstanden im Bulgarischen Reich (Schule von Ohrid) oder nach einer altbulgarischen Vorlage in Nowgorod oder Umgebung.
Die Blätter wurden im 19. Jahrhundert in der Bibliothek der Sophienkathedrale von Nowgorod durch I. K. Kuprijanow entdeckt. Heute befinden sie sich in der Russischen Nationalbibliothek in St. Petersburg, Signatur F.п. I. 58.